# Алекс Ренфро
Алекс Ренфро (енгл. Gregory Alexander Renfroe; Хермитаж, Тенеси, 23. мај 1986) је амерички кошаркаш. Игра на позицији плејмејкера. Као натурализовани кошаркаш је наступао за репрезентацију Босне и Херцеговине.

## Биографија
Ренфро је од 2007. до 2009. године похађао Универзитет Белмонт на коме је играо за екипу Белмонт бруинса. У сезони 2008/09. изабран је за играча године Атлетик сан конференције. На НБА драфту 2009. није изабран, те је одлучио да се потражи место у европској кошарци.
Прву сезону сениорске каријере провео је у дресу летонске ВЕФ Риге. У августу 2010. започео је једносезонски боравак у екипи Загреба са којом је тада освојио хрватско првенство и куп. Наредне сезоне бранио је боје италијанског Њу Баскет Бриндизија. У септембру 2012. потписао је за шпански Ваљадолид, али их је напустио већ у фебруару 2013. и придружио се екипи Брозе Баскетса из Бамберга са којом је завршио сезону 2012/13. и освојио немачко првенство. Од августа 2013. био је члан руског Јенисеја из Краснојарска, а у мају 2014. прешао је у Саски Басконију у којој се задржао до краја те сезоне. Сезону 2014/15. провео је као играч Албе из Берлина. У јуну 2015. потписао је за Бајерн из Минхена. Дана 29. новембра 2016. прешао је у Барселону. У јулу 2017. потписао је једногодишњи уговор са Галатасарајем. Дана 11. маја 2018. договорио је сарадњу са Авелином до краја те сезоне. Дана 18. јула 2018. године потписао је једногодишњи уговор са Манресом где је остао до 26. децембра када је дошао у Београд и потписао уговор са Партизаном до краја сезоне 2018/19. Са Партизаном је освојио Куп Радивоја Кораћа 2019. године. У сезони 2019/20. је био играч Зенита из Санкт Петербурга.
Као натурализован играч је наступао за репрезентацију Босне и Херцеговине. Са њима је играо на Европском првенству 2015. године.

## Успеси

### Клупски
- Загреб:
  - Првенство Хрватске (1): 2010/11.
  - Куп Хрватске (1): 2011.
- Брозе Баскетс Бамберг:
  - Првенство Немачке (1): 2012/13.
- Партизан:
  - Куп Радивоја Кораћа (1): 2019.
- Сан Пабло Бургос:
  - ФИБА Лига шампиона (2): 2019/20, 2020/21.
  - Интерконтинентални куп (1): 2021.

### Појединачни
- Најкориснији играч кола Евролиге (1): 2014/15. (1)
- Најкориснији играч Балтичке лиге (1): 2009/10.
- Најкориснији играч финала Купа Радивоја Кораћа (1): 2019.